# Aten

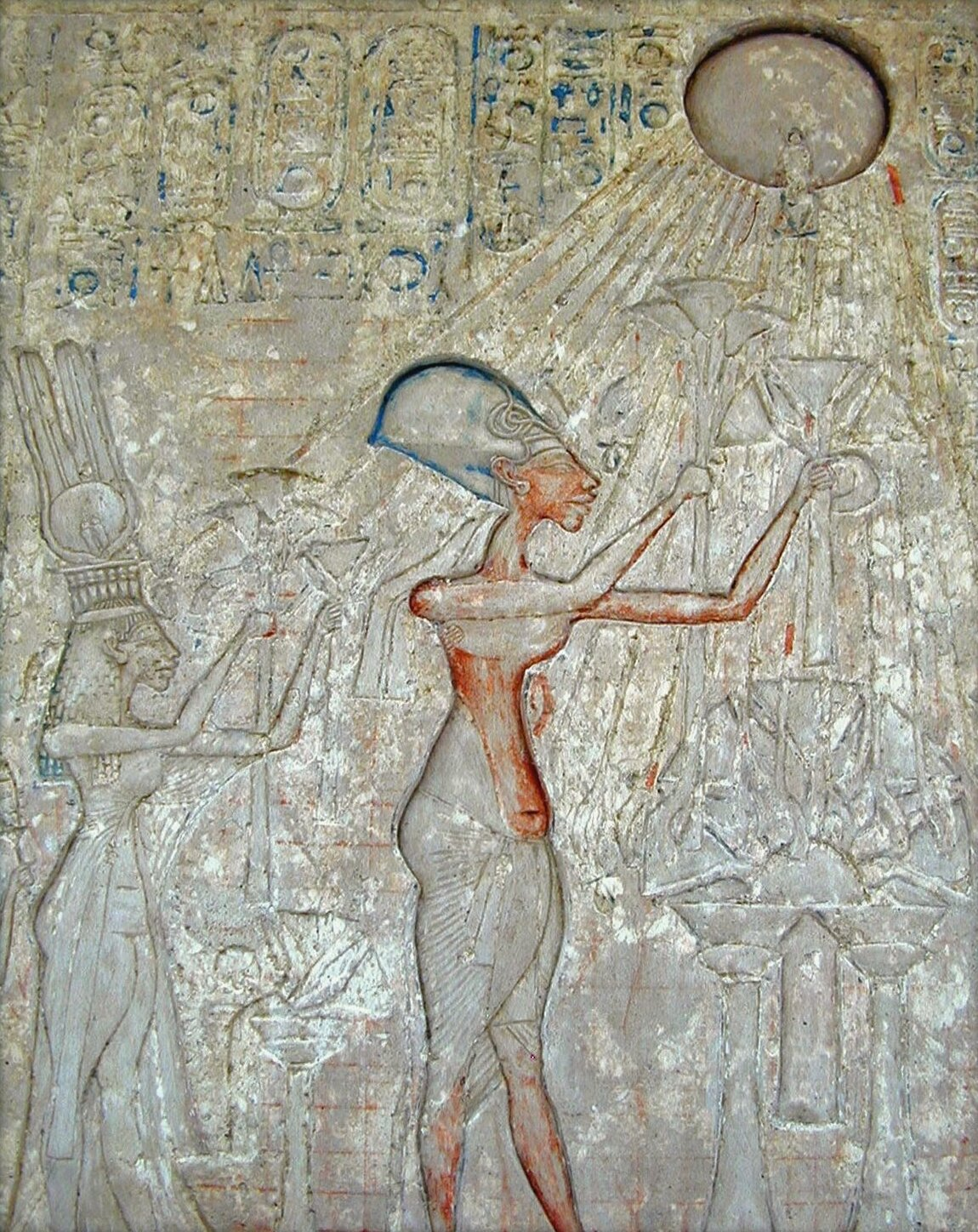
Pharaoh Akhenaten và gia đình đang tôn thờ thần Aten, thứ hai từ trái qua là Tutankhamun con trai Akhenaten.

Aten (cũng được viết là Aton) là chiếc đĩa mặt trời trong tín ngưỡng Ai Cập Cổ đại, được thờ rộng rãi ở thế kỷ thứ 14 trước CN dưới thời Amenhotep IV, vị Pharaoh của triều đại thứ 18. Aten ban đầu được xem là một phần của Ra. Amenhotep IV đã xây nhiều đền thờ dành cho Aten bên cạnh những đền thờ thần Amun tối cao và xếp đầy lễ vật trong các đền thờ Aten trước sự bất bình của các tư tế của Amun. Vị Pharaoh này tuyên bố rằng đạo thờ Aten là tín ngưỡng chính thức duy nhất và thần này phải được thờ như là vị thần độc nhất tạo ra loài người. Việc thờ cúng tất cả các vị thần khác đặc biệt là thần Amun bị cấm đoán.
Trong nỗ lực truyền bá đạo thờ Aten trên khắp vương quốc của mình, Amenhotep IV cho đóng cửa các đền thờ của Amun và xóa bỏ hình ảnh của vị thần này. Pharaoh đổi tên của mình từ Amenhotep có nghĩa là "thần Amun mãn nguyện" thành Akhenaten "thần Aten quang vinh" hoặc "người sùng bái Aten". Ông dời kinh đô từ Thebes đến một thành phố có tên ngày nay là El Armana, mà ông đã cho xây dựng để tôn vinh riêng thần Aten.
Thần Aten luôn được mô tả dưới dạng một cái đĩa lớn màu đỏ và tỏa ra ánh sáng. Tận cùng của các tia sáng này là những bàn tay, được cho là để truyền cái hay, cái đẹp của Aten cho vị vua. Khi Akhenaten chết đi, việc tôn thờ thần Amun cùng các thần khác được khôi phục và đạo thờ Aten bị xóa bỏ.